# 4 ales
4 ales (també anomenat 4 ailes i en anglès 4 wings) és una escultura abstracta de l'artista estatunidenc Alexander Calder. Està exposada als jardins exteriors de l'entrada de la Fundació Joan Miró, a la muntanya de Montjuïc de Barcelona. L'obra va ser un regal de Calder a la fundació.
És una de les tres obres d'Alexander Calder de què disposa la fundació, juntament amb Corcovado, que es troba dins del museu i va ser una donació de Josep Lluís Sert, i Font de mercuri, instal·lada originalment al pavelló de la República Espanyola durant l'Exposició Internacional de París de 1937, que el mateix Calder va donar (com també 4 ales) a la Fundació com a testimoni de la seva amistat amb Miró.

## Descripció
L'obra consisteix en quatre plaques d'acer corbades pintades de vermell disposades talment que tres d'elles toquen el terra i suporten una base sobre la qual s'alça la quarta placa. De contorns arrodonits, les plaques tenen formes de fulles allargades, evocant les ales que donen nom a l'obra.
L'obra mesura 3,54 metres d'alçada per 3,2 metres d'amplada i 5 metres de llargada.

## Galeria
- 4 ales a la Fundació Joan Miró
- Primer pla de l'escultura
- Placa de l'obra
- Perfil